# 영국 자유군단
영국 자유군단(독일어: Britisches Freikorps)은 무장친위대 소속 자유군단 중 하나이다.

## 같이 보기
- 무장친위대 인도 의용군단
- 덴마크 자유군단